# 1974 v loďstvech
Tento článek obsahuje významné události v oblasti loďstev v roce 1974.

## Lodě vstoupivší do služby
- 26. ledna –  USS Tunny (SSN-682) – ponorka třídy Sturgeon

- 26. ledna –  USS Pharris (FF-1094) – fregata třídy Knox[1]

- 11. května –  HMS Amazon (F169) – fregata Typu 21 Amazon

- 1. června –  USS Truett (FF-1095) – fregata třídy Knox[2]

- 6. června –  Le Foudroyant (S 610) – raketonosná ponorka třídy La Redoutable

- 21. června –  Tourville (D 610) – torpédoborec stejnojmenné třídy

- 22. července –  HMS Sovereign (S108) – ponorka třídy Swiftsure

- 27. července –  USS Valdez (FF-1096) – fregata třídy Knox[3]

- 10. srpna –  Khirirat (6) – korveta třídy Tapi

- 17. srpna –  USS Parche (SSN-683) – ponorka třídy Sturgeon

- 2. listopadu –  USS Moinester (FF-1097) – fregata třídy Knox[4]

- 23. listopadu –  Himgiri (F-34) – fregata třídy Nilgiri